# Śląskie Linie Autobusowe
Śląskie Linie Autobusowe – przedsiębiorstwo transportowe działające w przedwojennym województwie śląskim w latach 1929–1939 oraz w okresie 1946–1948.

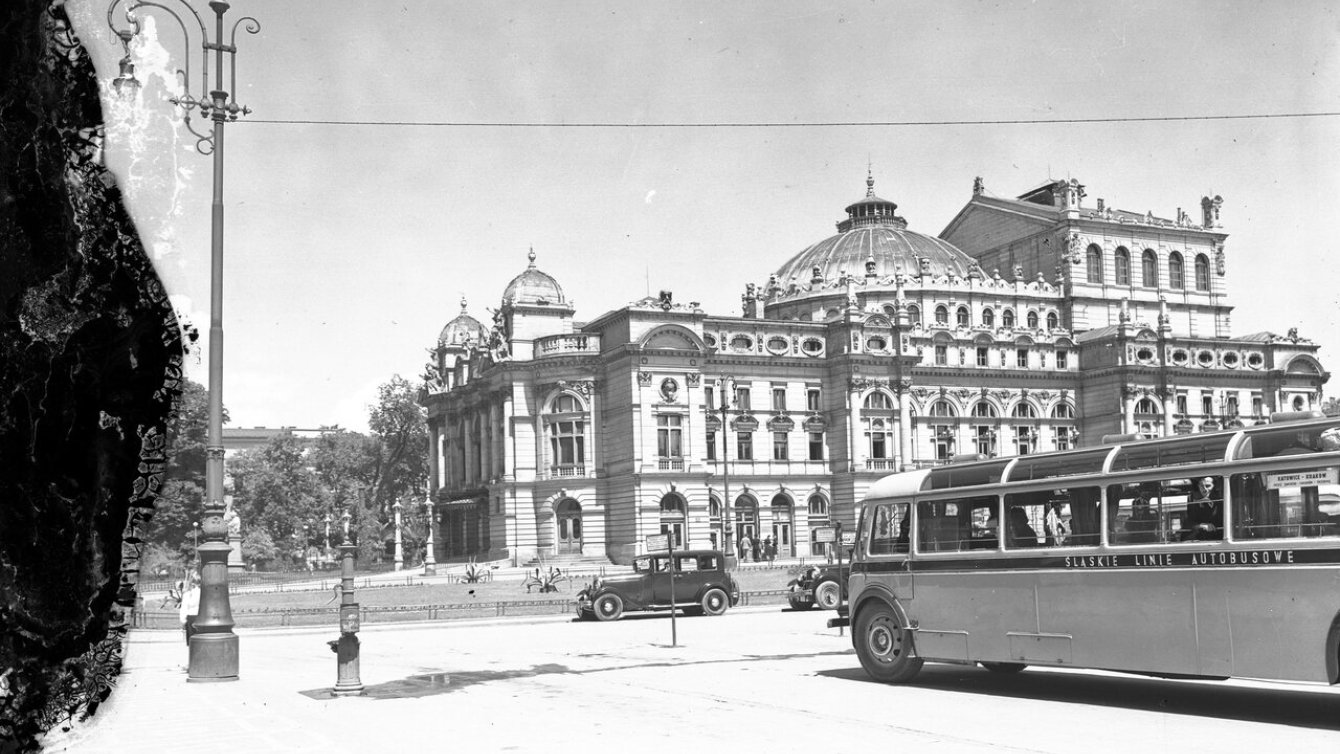
Autobus Śląskich Linii Autobusowych stojący przed Teatrem im. Juliusza Słowackiego w Krakowie

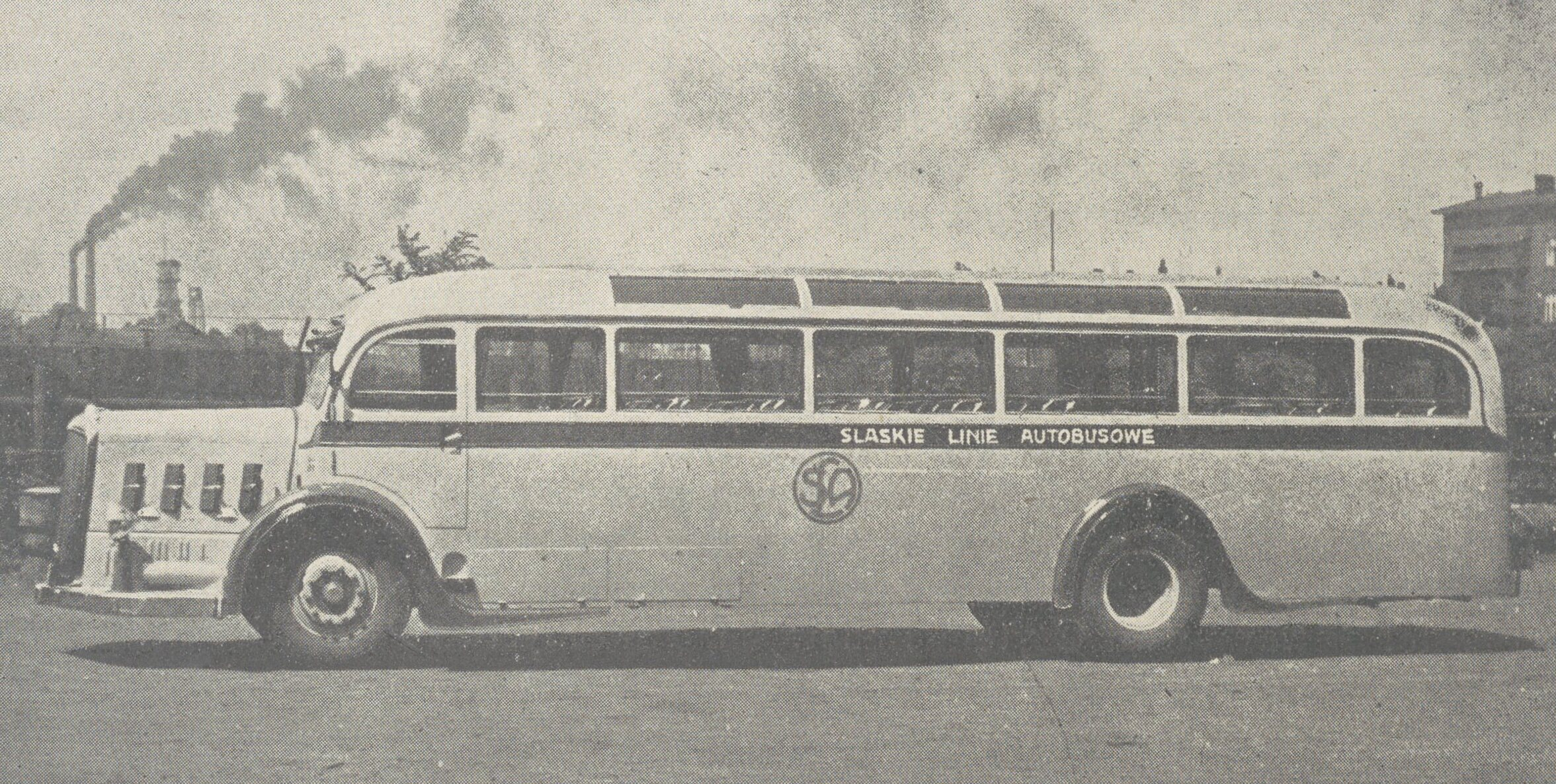
Autobus wykonany w zakładach własnych Śląskich Linii Autobusowych

## Historia
Transport autobusowy na terenie polskiej części Górnego Śląska zapewniali początkowo prywatni przewoźnicy, utrzymujący połączenia także do Małopolski (Sosnowiec), jak i na niemiecki Śląsk (do Bytomia). Przewoźnicy ci zainteresowani byli jednak jedynie liniami wysoko dochodowymi, dyktowali ceny oraz dysponowali przeważnie przestarzałym i często psującym się taborem.
W celu zapewnienia regularnego transportu dla mieszkańców w kwietniu 1929 roku Związek Celowy Samorządów Śląskich, którego udziałowcami były Katowice, Królewska Huta, powiaty Katowice Wieś, Świętochłowice oraz gmina Siemianowice, powołał Śląskie Linie Autobusowe. Przewodniczącym Związku został ówczesny wiceprezydent Katowic Stanisław Szkudlarz. 1 listopada ruszyła pierwsza linia: Katowice – Siemianowice, którą obsługiwały dwa autokary marki Ursus. W grudniu ruszyły kolejne linie: Katowice – Królewska Huta oraz Katowice – Królewska Huta – Łagiewniki – granica polsko-niemiecka.
W 1930 roku wybudowano halę garażowo-warsztatową, mogącą pomieścić 50 pojazdów – mieściła się na ulicy Mickiewicza. W 1935 roku w hali wybudowano pierwszy własny autobus.
Stopniowo przybywało nowych linii oraz pojazdów i skutecznie rywalizowano z przewoźnikami prywatnymi, którzy mieli droższe bilety. W ówczesnej prasie pisano także o mankamentach: brak było tablic przystankowych i z rozkładami jazdy.
W 1936 roku na katowickim rynku otwarto siedzibę główną (Dom Własny) Śląskich Linii Autobusowych. Mieściła się tam dyrekcja, biura, poczekalnie dla pasażerów, a na podwórku publiczne szalety.
W 1938 roku ŚLA przewiozły ponad 10 milionów pasażerów i były największym przedsiębiorstwem autobusowym w Polsce – dysponowały 85 autobusami (powstałymi m.in. na podwoziu marki Leyland), a w 1939 roku już 108 pojazdami; obsługiwały 32 linie na Śląsku oraz 2 w Małopolsce: do Będzina i Krakowa. Swoją przedwojenną działalność zakończyły wraz z wybuchem II wojny światowej.

## Linie autobusowe w 1937 roku
W nawiasach liczba przewiezionych pasażerów.
- Katowice – Siemianowice (999 299),
- Katowice – Chorzów (215 893),
- Katowice – granica (620 459),
- Katowice – Bogucice (323 904),
- Katowice – Mikołów – Łaziska Górne (320 494),
- Katowice – Nikiszowiec (75 076),
- Katowice – Ruda (735 399),
- Katowice – Mysłowice (209 845),
- Katowice – Piekary Śląskie (920 964),
- Katowice – Józefowiec (386 560),
- Katowice – Bielsko (51 525),
- Katowice – Ligota (274 465),
- Katowice – Piotrowice – Kostuchna (296 722),
- Katowice – Nowa Wieś (488 706),
- Katowice – Dąb (15 233),
- Katowice – Mała Dąbrówka (50 605),
- Katowice – Mikołów – Tychy (277 447),
- Katowice – Jastrzębie Zdrój (22 430),
- Katowice – Kraków przez Jaworzno, Chrzanów, Trzebinię (280 401),
- Katowice – Rybnik – Pszów – Brzezie (70 456).

Autokary ŚLA docierały także do m.in. Żor, Wodzisławia Śląskiego, Ustronia i Cieszyna. Obowiązujący od 15 września 1937 rozkład jazdy przewidywał również kursy Rybnik – Wodzisław Śląski – Jastrzębie-Zdrój oraz Rybnik – Chwałowice – Świerklany.

## Po II wojnie światowej
W związku ze zniszczeniem hali na ulicy Mickiewicza, ŚLA umieściły swoje warsztaty w dawnych garażach Policji Państwowej na ulicy Kilińskiego, a w 1946 roku oficjalnie reaktywowano ich działalność (pod koniec roku jeździło 37 autobusów na 11 liniach), jednak już dwa lata później nastąpiła likwidacja – w wyniku scalenia ŚLA oraz Kolei Elektrycznych Zagłębia Śląsko-Dąbrowskiego, powstały Śląsko-Dąbrowskie Linie Komunikacyjne, późniejsze Wojewódzkie Przedsiębiorstwo Komunikacyjne w Katowicach.